# 片基夫卡 (沙爾霍羅德區)
48°53′58″N 28°15′34″E / 48.89944°N 28.25944°E
片基夫卡（烏克蘭語：Пеньківка），是烏克蘭的村落，位於該國西南部文尼察州，由日梅林卡區負責管轄，面積1.96平方公里，海拔高度306米，2001年人口2,315，人口密度每平方公里1,184.14人。